# Hyllen
Hyllen är en sjö i Tingsryds kommun i Småland och ingår i Bräkneåns huvudavrinningsområde. Sjön är 4,7 meter djup, har en yta på 4,77 kvadratkilometer och är belägen 140 meter över havet. Vid provfiske har bland annat abborre, braxen, gädda och löja fångats i sjön.

## Delavrinningsområde
Hyllen ingår i det delavrinningsområde (627078-144508) som SMHI kallar för Utloppet av Hyllen. Medelhöjden är 148 meter över havet och ytan är 18,99 kvadratkilometer. Det finns inga avrinningsområden uppströms utan avrinningsområdet är högsta punkten. Vattendraget som avvattnar avrinningsområdet har biflödesordning 2, vilket innebär att vattnet flödar genom totalt 2 vattendrag innan det når havet efter 70 kilometer. Avrinningsområdet består mestadels av skog (54 procent). Avrinningsområdet har 4,76 kvadratkilometer vattenytor vilket ger det en sjöprocent på 25 procent.

## Fisk
Vid provfiske har följande fisk fångats i sjön:
- Abborre
- Braxen
- Gädda
- Löja
- Mört
- Sarv
- Sutare